# Opportunity Nox
Az Opportunity Nox című dal a svéd Roxette 2003. február 25-én megjelent kislemeze a 3. legnagyobb slágereket tartalmazó The Pop Hits című albumról.

## Előzmények, és felvétel
A dalt Per Gessle a Tits & Ass Stúdióban rögzítette 2002. március 4-én. A dal további felvételeit az EMI Stúdióban rögzítették Stockholmban, egy hónappal azután, hogy Marie Fredrikssonnál agydaganatot diagnosztizáltak. Betegsége miatt a dalban gyakorlatilag nem éneke, csupán két vokál részletet énekel a dal utolsó részében.

## Promóció
A dalt 2003. február 23-án jelentették meg az album egyetlen kislemezeként. Fredriksson diagnózisát követően sem a Roxette, sem maga Gessle sem hirdette a dalt nyilvánosan.  Ezáltal csupán egy animációs zenei videó jelent meg, melyet a Jonas Åkerlund és Kristoffer Diös rendezett. A videó animációjáért a dél-afrikai Murray John volt a felelős. A nyilvános népszerűsítés ellenére a dal slágerlistás lett Svédországban, és két hetet töltött a Sveriges Radio P3 Tracks listáján. Németországban, Spanyolországban, és Svájcban mérsékelt siker volt a dal.
A dal számos svéd médiától pozitív visszajelzést kapott a dallal kapcsolatban. Per Bjurman az Aftonbladet újságtól Gessle egyik legerősebb dalának nevezte, és dicsérte azt. A Dangerous óta a legjobb dalnak írta le. Anders Nunstedt az Expressen-től a Joyride 1991-es kislemeze óta a legjobb up tempó kislemezének nevezte.

## Megjelenések
Minden dalt Per Gessle írt.
- CD Single  Európai Unió EMI 5518972

1. "Opportunity Nox" – 2:59
2. "Fading Like a Flower (Every Time You Leave Me)" (Live from Forest National, Brussels on 22 October 2001) – 4:08
3. "Breathe" (Tits & Ass Demo, 10 January 2002) – 4:33

## Slágerlista
| Slágerlista (2003)                 | Legjobb helyezések |
| ---------------------------------- | ------------------ |
| Németország (Media Control Charts) | 69                 |
| Spain (AFYVE)                      | 31                 |
| Spanish Airplay (AFYVE)            | 18                 |
| Svédország (Sverigetopplistan)     | 11                 |
| Svájc (Schweizer Hitparade)        | 87                 |